# Sethoxydim
Sethoxydim ist ein Gemisch mehrerer isomerer chemischer Verbindungen aus der Gruppe der Cyclohexandione.

## Gewinnung und Darstellung
Sethoxydim kann durch Reaktion von Ethylmercaptan mit Crotonal, gefolgt durch Reaktion mit Aceton, Malonsäuredimethylester, Hydrolyse-Reagenzien, Butyrylchlorid und Hydroxyethylamin gewonnen werden.

## Eigenschaften
Sethoxydim ist eine geruchlose Flüssigkeit/Öl, die schwer löslich in Wasser ist. Sie ist sehr instabil in Wasser.

## Verwendung
Sethoxydim wird als selektives Herbizid gegen ein- und mehrjährige Gräser verwendet. Es wird als Nachauflauf-Herbizid ausgebracht und erfordert die Zugabe eines Öl-Adjuvans oder nichtionischen Tensids für maximale Wirksamkeit. Laut Hersteller kann Sethoxydim gegen Bahiagras (Paspalum notatum), Blut-Fingergras (Digitaria sanguinalis), Dachtrespe (Bromus tectorum), Kriech-Quecke (Elytrigia repens), Weidelgras (Lolium multiflorum), Wilden Hafer (Avena spp.) und Rispenhirsen (Panicum spp.) eingesetzt werden. Die Wirkung beruht (ähnlich wie beim Herbizid Fluazifop-P-butyl) auf der Hemmung der Acetyl-CoA-Carboxylase, einem Enzym für die Katalyse eines frühen Schritts der Fettsäuresynthese der Pflanzen.
Die Substanz wurde 2002 nicht in die Liste der in der Europäischen Union zugelassenen Pflanzenschutzwirkstoffe aufgenommen. In keinem EU-Land sind Pflanzenschutzmittel mit dem Wirkstoff Sethoxydim zugelassen, in der Schweiz ebenfalls nicht.